# Спомен-гробље на Јагодњи
Спомен-гробље се налази на обронцима планине Јагодње, у атару села Кржава, у непосредној близини пута Крупањ-Љубовија. Подигнуто је на месту погибије 73 војника 3. пука 2. позива, 8. септембра 1914. године, за време битке на Мачковом камену.
Гробље је правоугаоног облика, ограђено каменом стопом, са крстом на ниском каменом постаменту и две мермерне спомен-плоче са натписима. Уређено је приликом стогодишњице битке и погибије војника.